# Šiljakovina
Šiljakovina – wieś w Chorwacji, w żupanii zagrzebskiej, w mieście Velika Gorica. W 2011 roku liczyła 672 mieszkańców.